# Great Broughton (Kumbria)
Great Broughton – wieś w Anglii, w Kumbrii, w dystrykcie (unitary authority) Cumberland. Leży 40 km na południowy zachód od miasta Carlisle i 415 km na północny zachód od Londynu.